# Кубань-Г1А1 (автобус)
Кубань-Г1А1 - радянський автобус загального призначення малого класу. Випускався Краснодарським механічним заводом "Кубань". Завод належав до Міністерства культури СРСР. Також ці автобуси випускалися на Ремонтно-механічному заводі "Будьоновський".  Попередником серії Г1А1 була модель Г1А на базі ГАЗ-51А. Серія Г1А1 була найбільш масовою у історії заводу. 
У основі автобуса лежить шасі вантажівки ГАЗ-52-04 (модель автобусу з індексом моделі Г1А1), ГАЗ-53А (модель Г1А1-01) та ГАЗ-53-12 (модель Г1А1-02). 
Розшифрування індексу Г1А1: Г - шасі ГАЗ, 1 - серія кузова, А - тип кузова ("автобус"), 1 - модернізація 1975 року (зміна шасі).
Випуск моделі Г1А1 розпочався у 1975 році і тривав до 1985 року. У 1982 розпочато випуск моделі Г1А1-01. У 1989 році починається випуск моделі Г1А1-02. 
В першу чергу ці автобуси використовувалися для радянської агітаційної роботи у віддаленій сільській місцевості. Автобуси використовувалися для поїздки у села музичних та театральних колективів, лекторів. Ці автобуси слугували базою для автолавок, пересувних бібліотек, перукарень, музеїв, кінотеатрів, клубів. Міністерства культури СРСР не потребувало такої кількості автобусів, яку випускав завод, то 40% цих автобусів продавалися будівельним та промисловим підприємствам, радгоспам та колгоспам.
Компоновка автобуса - вагонна.
Двигун - спереду.
Кузов суцільнометалевий, на трубчатому каркасі, з рамною основою.
Планування салону - чотирирядне.
Витрати бензину при швидкості 60 км/год на 100 км - 23 літри.
Візуальні відмінності моделей цієї серії:
- Г1А1 коротший, ніж Г1А1-01 та Г1А1-02, які побудовані на "довгому" шасі ГАЗ-53. За рахунок цього у Г1А1-01 і Г1А1-02 - з кожного боку на одне вікно більше, ніж у Г1А1.
- У Г1А1 підфарникі розташовані ближче до країв кузова, а у Г1А1-02 підфарникі навпаки зміщені ближче до решітки радіатору (у ранніх Г1А1-01 підфарникі розташовані так же як у Г1А1, у більш пізніх - як у Г1А1-02).
- Г1А1-02 відрізняється від Г1А1-01 більш гострими гранями даху.

Переваги: хороша прохідність ґрунтовими дорогами, великий кліренс, дешевий у виробництві, простий у обслуговуванні та ремонті. 
Недоліки: пагана система опалення, негерметичний кузов, швидка корозія кузову, незручне розташування педалі газу, розбивалася куліса коробки передач, жорстка некомфортна підвіска.
За своїм утилітарним дизайном автобус схожий з автобусом АСЧ-03 виробництва Чернігівського заводу "Укркінотехпром".

## Основні модифікації
- Кубань-Г1Б1 - пересувна бібліотека
- Кубань-Г1К1 - автоклуб
- Кубань-Г1М1 - пересувний краєзнавчий музей
- Кубань-Г1Л1 - пересувна книжна лавка

## У сувенірній індустрії
Колекційну модель автобуса Кубань Г1А1-02 у масштабі 1:43 було випущено видавництвом Modimio у журнальній серії "Наши автобусы" (№ 3; 2020 рік).

## Галерея

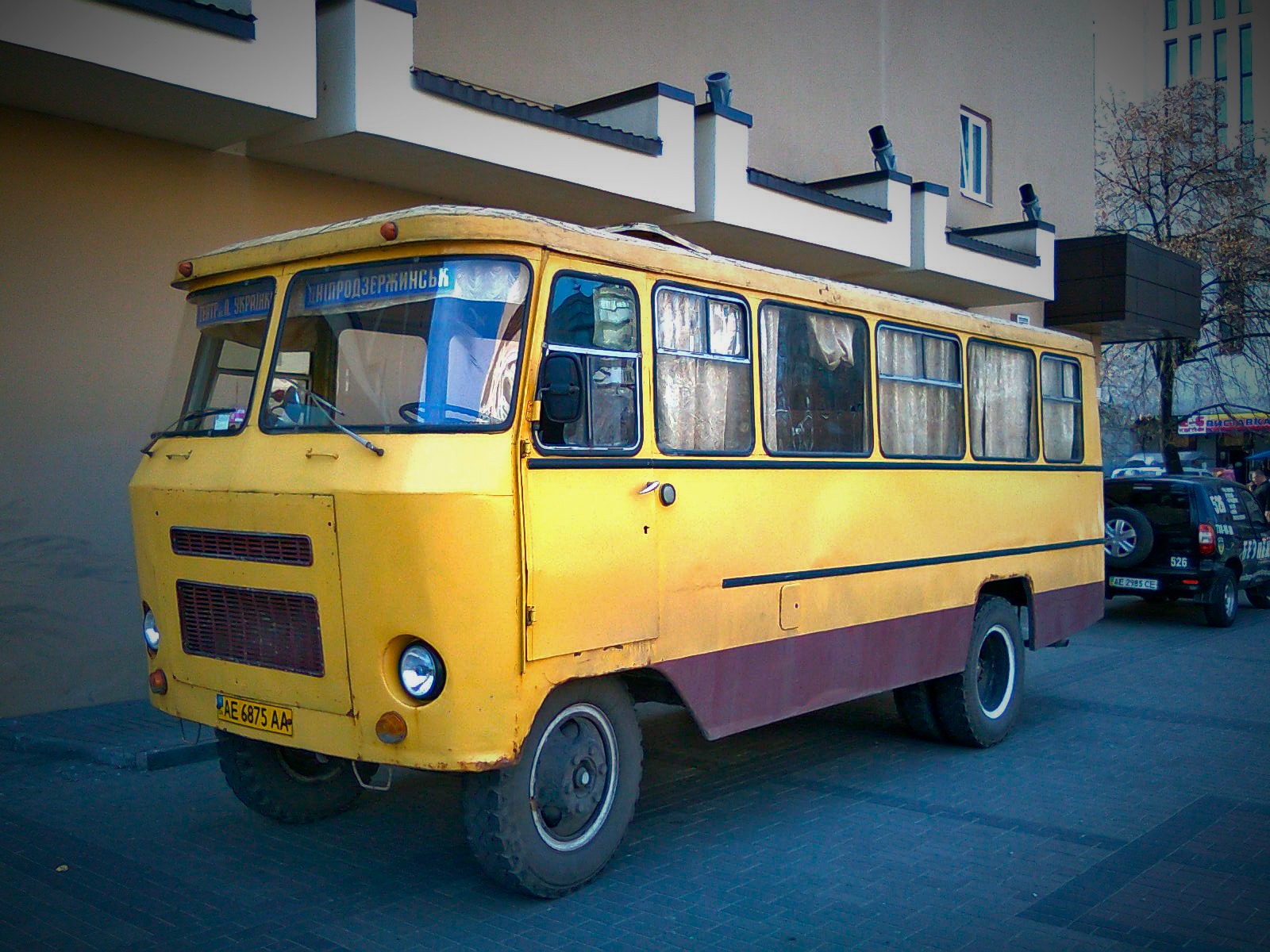
Автобус "Кубань" Г1А1-02 в центрі м. Дніпро, 2012 р.
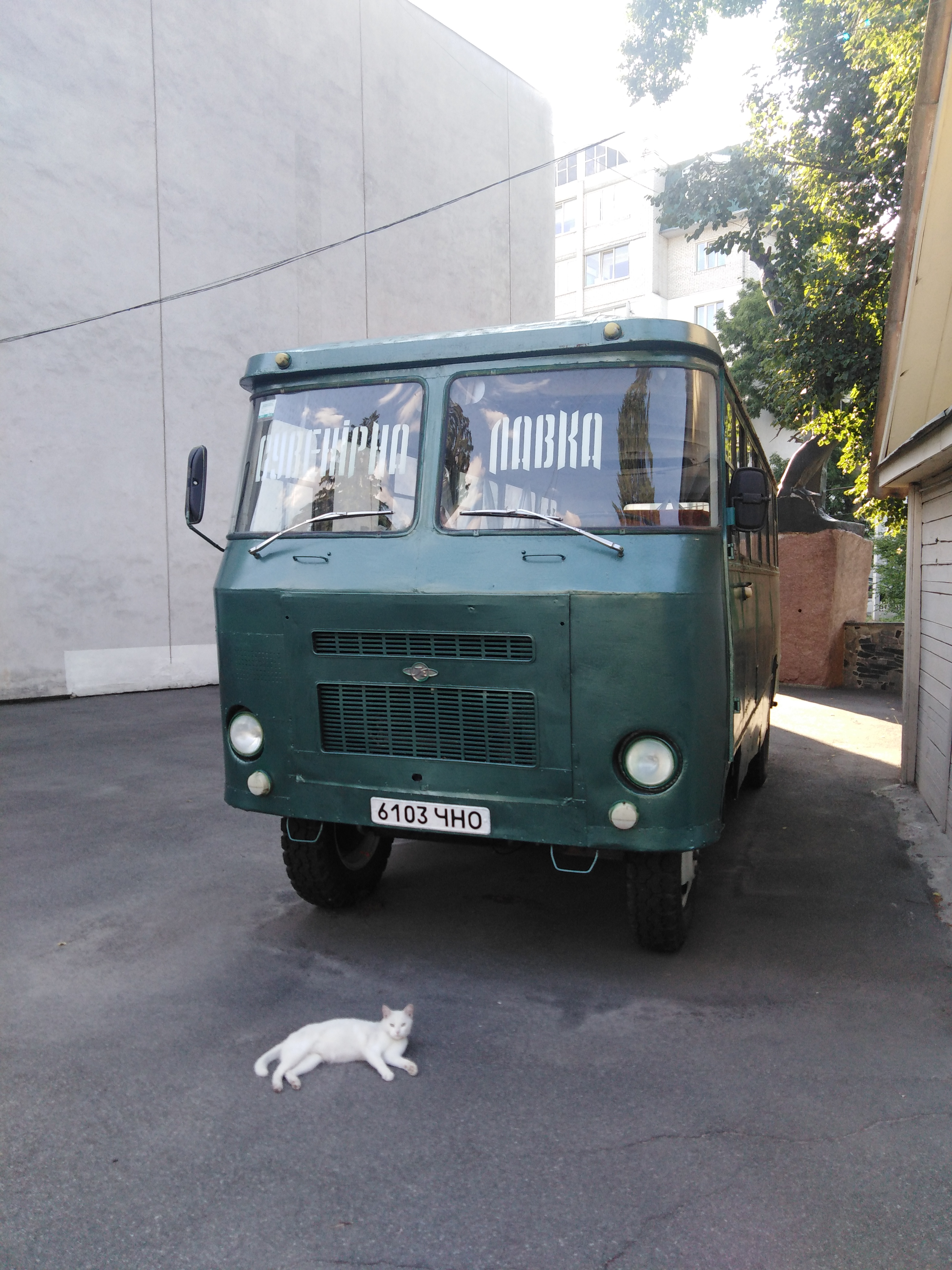
Автобус Г1А1-02 у ролі сувенірної лавки
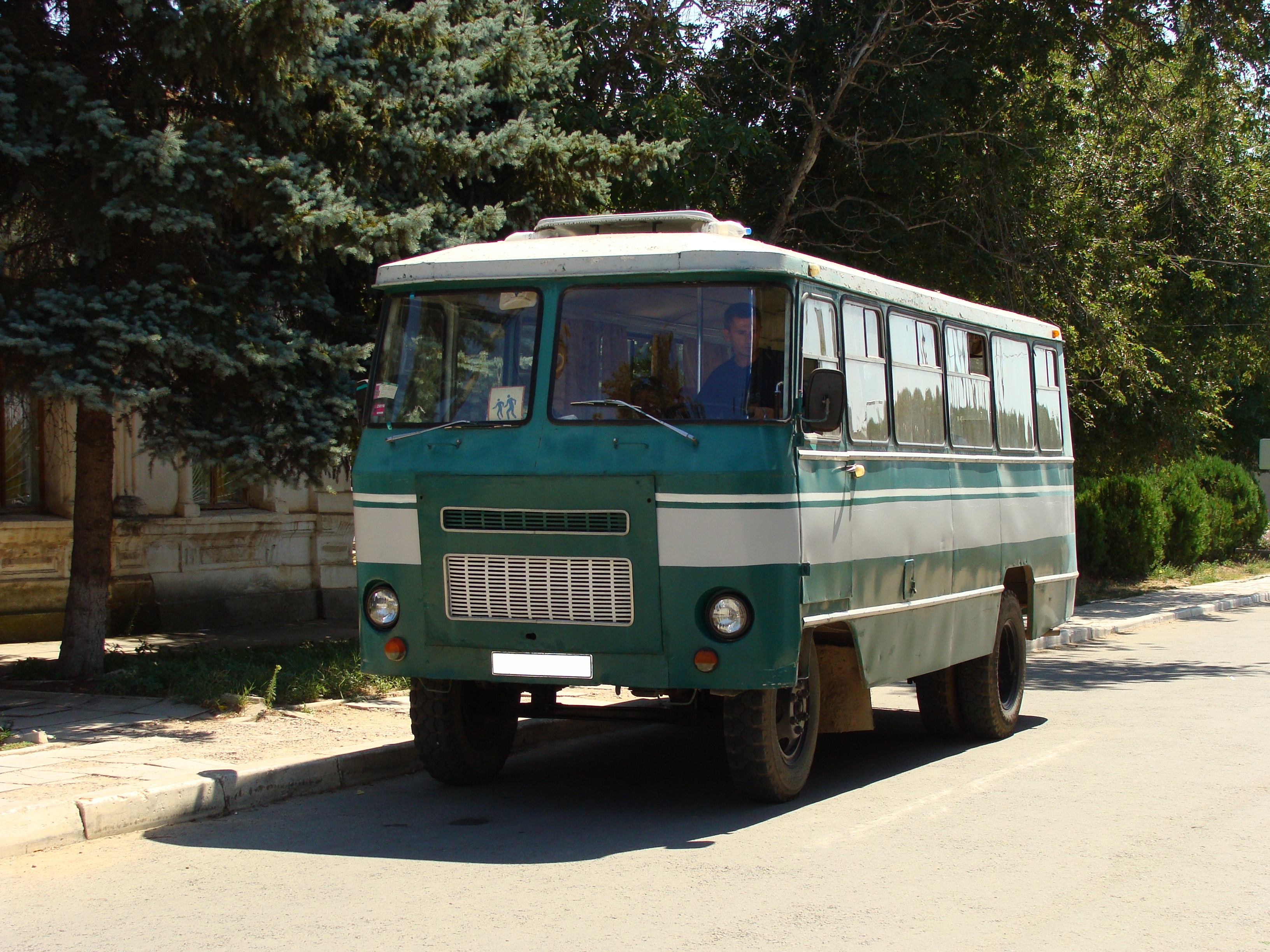
Автобус Г1А1-02 у Криму
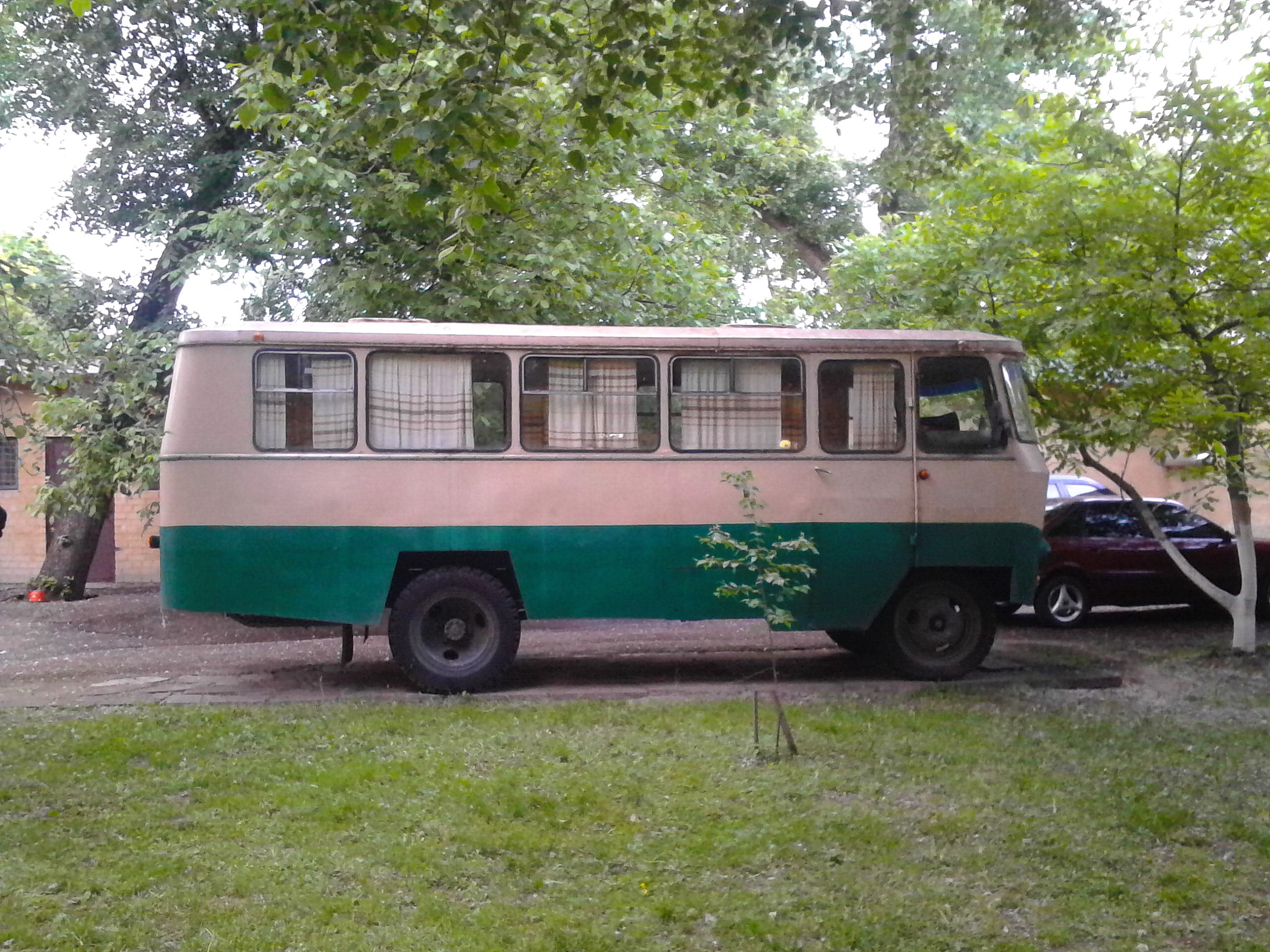
Автобус Г1А1-02 (Чернігів, 2018 )
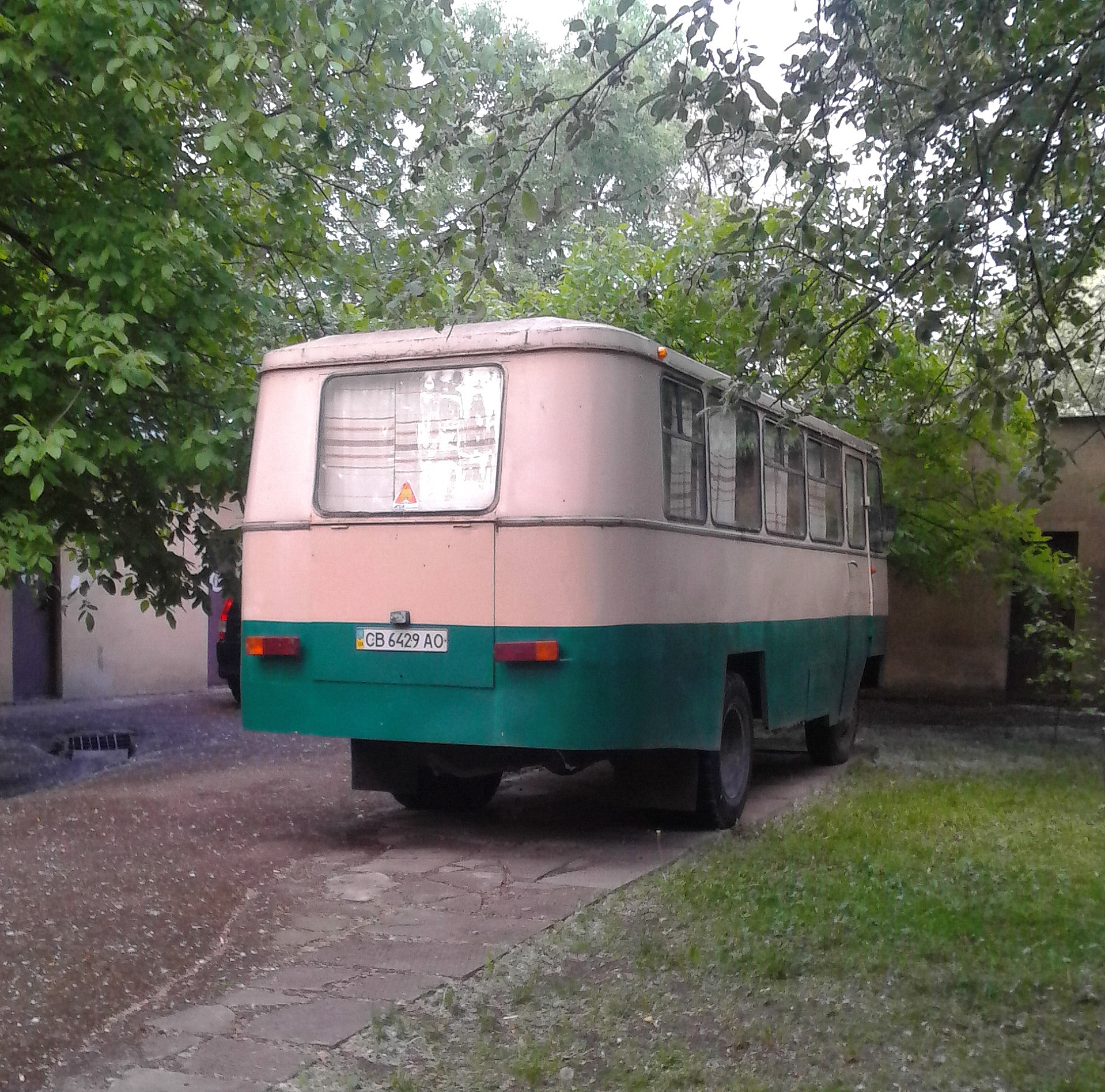
Автобус Г1А1-02 (вид ззаду)